# بطن سوم

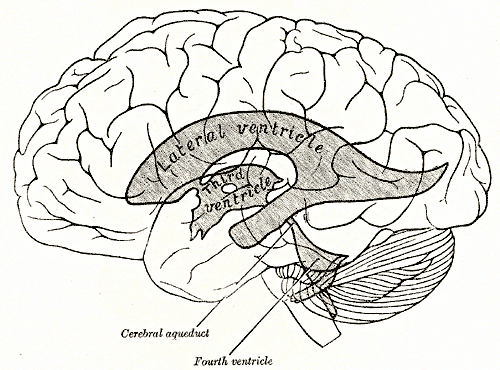
طرح نشان‌دهندهٔ روابط بطن با سطح مغز

بطن سوم یا بطن میانی یکی از بطن‌های مغزی حاوی مایع مغزی-نخاعی در دیانسفالون است. تالاموس‌ها در طرفین بطن سوم قرار می‌گیرند. این بطن از یک طرف با بطن‌های طرفی و از طرف دیگر با بطن چهارم ارتباط دارد. بطن سوم از طریق سوراخ مونرو با بطن طرفی و توسط مجرای سیلویوس (مجرای مغزی) با بطن چهارم مرتبط است. مسیر مایع مغزی-نخاعی از بطن‌های طرفی به بطن سوم و سپس بطن چهارم است. مایع مغزی-نخاعی از شبکه کوروئیدی (که توده‌ای مویرگی است) هر یک از بطن‌ها ترشح می‌گردد.

## انسداد
انسداد هر یک از بطن‌ها یک عامل مهم افزایش حجم مایع مغزی-نخاعی است که باعث هیدروسفالی می‌گردد. مجرای سیلویوس ممکن است به علت تنگی مادرزادی، وجود یک کیست در بطن سوم یا عوامل دیگری مسدود شود.

## نگارخانه

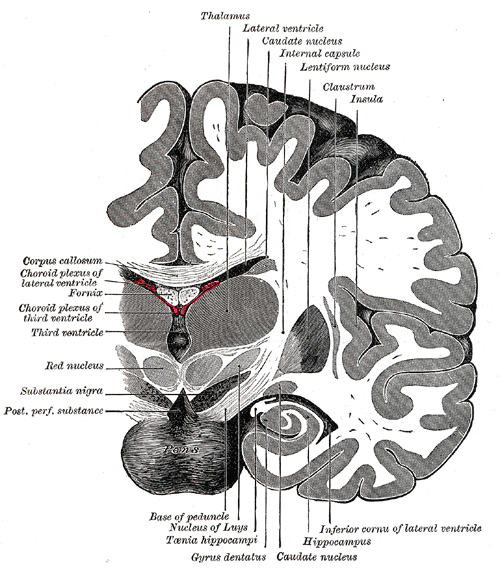
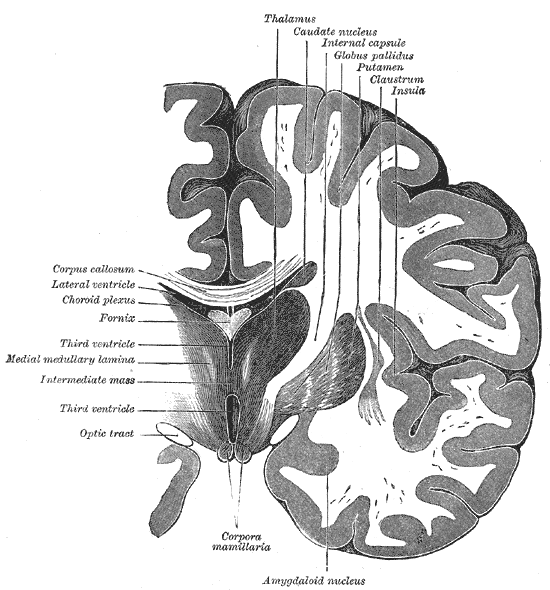
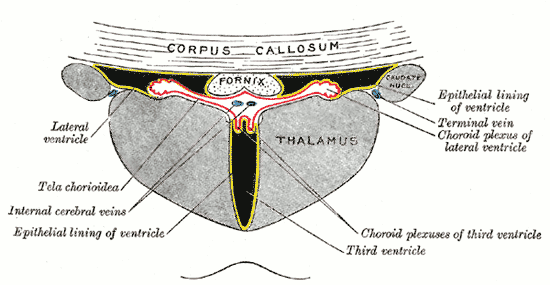
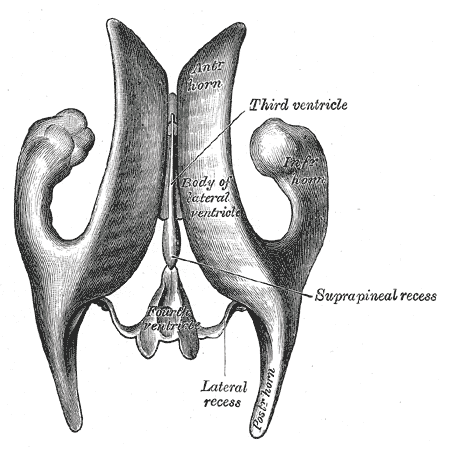
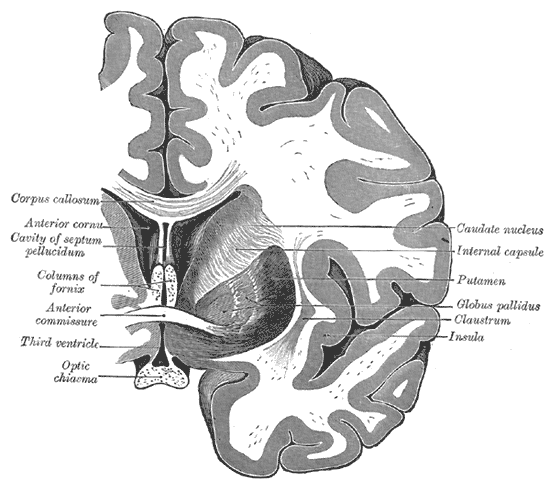
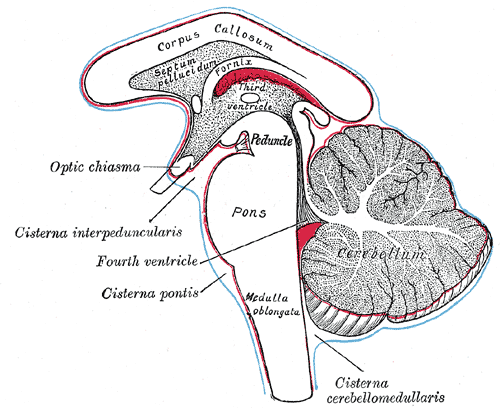
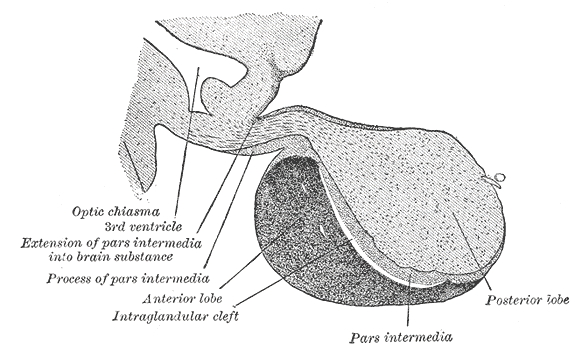
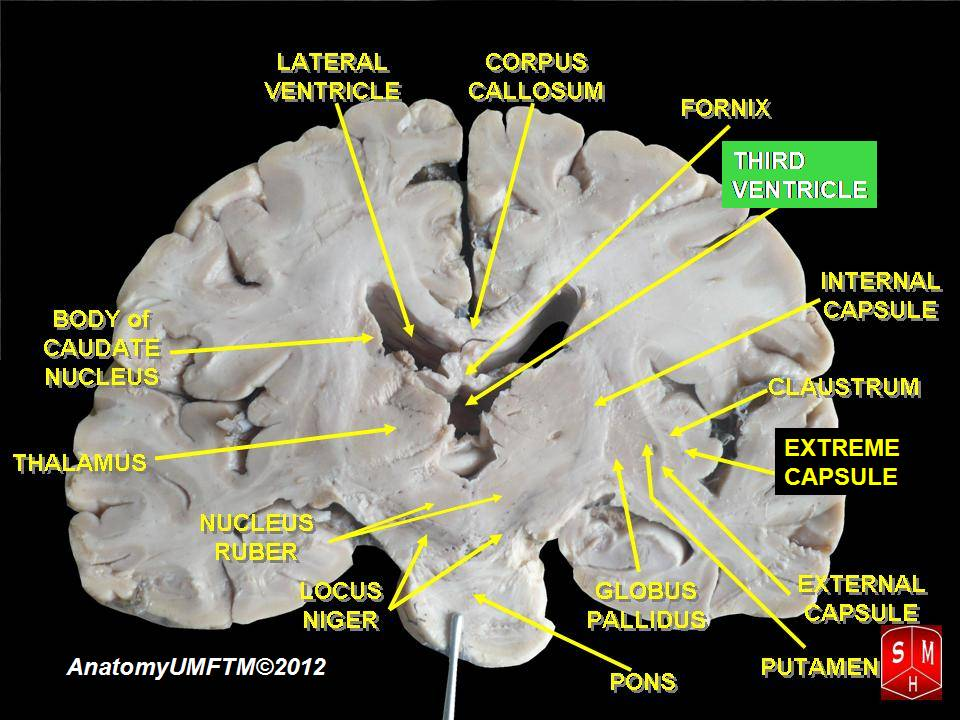
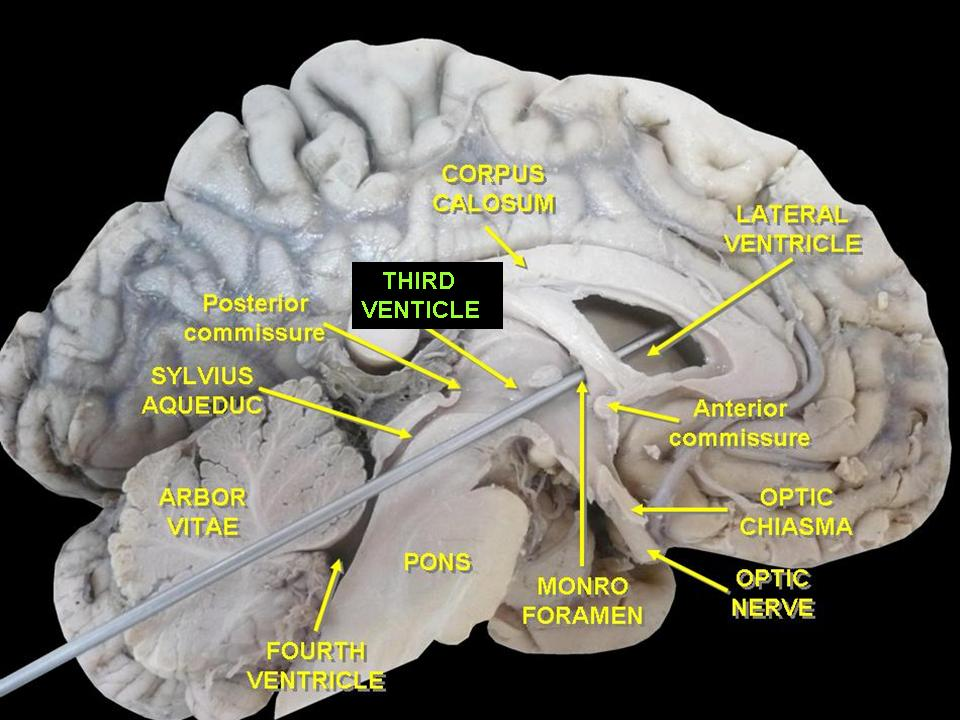